# Pierre Michel Chéry
Pour les articles homonymes, voir Chéry (homonymie).
Pierre Michel Chéry, né le 18 mars 1956 à Miragoâne au Sud d’Haïti et mort le 25 mai 2024 à Port-au-Prince, est un informaticien, gestionnaire et écrivain haïtien.
Il est membre fondateur de l'Akademi Kreyòl Ayisyen (AKA).

## Biographie
Pierre Michel Chéry est titulaire d'une maîtrise en informatique de la Commonwealth Open University en 2002 et d'une licence en gestion de l’Université d'État d'Haïti en 2006. Il écrit seulement dans la langue créole haïtien. Il est auteur de plusieurs romans, des articles sur la littérature et la culture haïtiennes. Ses activités au sein d' IOCP (International Organization of Creole People) et de  Reka (Réseau Kreyolis haïtien) lui ont permis d’être connu à l’étranger. Il est l'un des auteurs de Les Pratiques idéologiques en Haïti, Vues à travers l’émission radiophonique Ann Pale Politik. 
La Société d'animation de communication sociale a proposé sa candidature comme membre de l'Akademi Kreyol Ayisyen.

## Œuvres
- Eritye Vilokan[9], 2001.
- Bèbè Gòlgota[10], 2008.
- Senfoni Nago, 2012.
- Peleren, 2015.
- Dogid Atisou, 2018.
- Mèt Bolo, 2020.
- Kreyòl pou Kominikasyon Fòmèl, 2021

## Distinction
- Bèbè Gòlgota, Livre d'honneur de la sixième édition du Marathon du livre à Petit-Goâve en 2019[11].